# Luca Sterbini
Luca Sterbini (Palestrina, Lazio, 12 de noviembre de 1992) es un ciclista italiano.

## Palmarés
No consiguió victorias como profesional.